# Estación de Champigny-sur-Yonne
La estación de Champigny-sur-Yonne es una estación ferroviaria francesa de la línea París - Marsella, situada en la comuna de Champigny, en el departamento de Yonne, en la región de Borgoña. Por ella transitan únicamente trenes regionales.

## Historia
La estación fue inaugurada por el estado el 12 de agosto de 1849 y posteriormente cedido en 1852 a la compañía de ferrocarriles de París a Lyon. En 1857 se integró en la compañía de ferrocarriles de París a Lyon al Mediterráneo. En 1938, la compañía fue absorbida por la recién creada SNCF. Desde 1997, explotación y titularidad se reparten entre la propia SNCF y la RFF.

## Descripción
Situada en un tramo de alta capacidad que sigue el cauce del río Yonne, esta estación configurada como apeadero se compone de dos andenes, al que acceden cuatro vías. 
Dispone de máquinas expendedoras de billetes. 

## Servicios ferroviarios

### Regionales
Los TER Borgoña enlazan las siguientes ciudades:
- Línea París / Montereau - Laroche-Migennes.
- Línea Villeneuve-la-Guyard - Auxerre.